# Люториж
Люториж (пол. Lutoryż) — село в Польщі, у гміні Боґухвала Ряшівського повіту Підкарпатського воєводства.
Населення — 1585 осіб (2011).
У 1975-1998 роках село належало до Ряшівського воєводства.

## Демографія
Демографічна структура станом на 31 березня 2011 року:
|          | Загалом | Допрацездатний вік | Працездатний вік | Постпрацездатний вік |
| -------- | ------- | ------------------ | ---------------- | -------------------- |
| Чоловіки | 784     | 165                | 525              | 94                   |
| Жінки    | 801     | 144                | 472              | 185                  |
| Разом    | 1585    | 309                | 997              | 279                  |